# BABAM1
BABAM1‏ (BRISC and BRCA1 A complex member 1) هوَ بروتين يُشَفر بواسطة جين BABAM1 في الإنسان.